# Gérard de Fayolle
Marie Félix Gérard de Fayolle, marquis de Fayolle, historien et archéologue du Périgord, président de la Société historique et archéologique du Périgord de 1902 à sa mort, conservateur du Musée d'art et d'archéologie du Périgord, né au château de Fayolle, à Tocane-Saint-Apre le 8 juin 1851, et mort à Agen le 13 juillet 1933.

## Biographie
Après avoir fait ses études chez les Pères jésuites, à Saint-Joseph de Poitiers, puis à Tivoli de Bordeaux, il a été licencié en droit de la Faculté de droit de cette ville.
Il a été attaché à la conservation des peintures du musée du Louvre du 1er février 1875 au 1er octobre 1877. Il reçoit alors le titre d'attaché honoraire à la Direction des Musées nationaux. Du 19 mai 1897 au 12 avril 1910, il a été le correspondant pour le département de la Dordogne de la Commission des Monuments historiques pour le mobilier.
Le 27 juin 1891, il devient conservateur du musée municipal de peinture et de sculpture de Périgueux créé par le maire Bardy-Delisle, en 1859. En 1893 il est nommé conservateur du musée archéologique du département de la Dordogne en remplacement de Michel Hardy qui a été conservateur de ce musée depuis 1887. Les deux musées se trouvaient dans les anciens bâtiments du couvent des Augustins. En 1895, Le Conseil général a cédé à la ville les collections d'archéologie du musée départemental et a apporté une importante contribution financière pour la construction d'un nouveau musée. La première pierre a été posée par le président de la République Félix Faure. En 1903, il est nommé conservateur du nouveau musée d'art et d'archéologie du Périgord qu'il a installé et organisé avec son adjoint, Maurice Féaux, dans le nouveau bâtiment du musée inauguré le 14 juillet 1903.
En 1902, après la mort d'Anatole de Rouméjoux, il est nommé président de la Société historique et archéologique du Périgord. 
Il est correspondant du Ministère de l'Instruction publique, conservateur des Antiquités et des objets d'art de la Dordogne à partir du 12 avril 1910, inspecteur général de la Société française d'archéologie et membre de son comité directeur, président de l'Union des Sociétés savantes du Sud-Ouest en 1921.
La Société française d'archéologie lui a attribué le prix Eugène Lefèvre-Pontalis en 1927.
Membre de la :
- Société des antiquaires de France.
- Société française d'archéologie.
- Société historique et archéologique du Périgord, membre à partir de 1878, vice-président en 1893, il devient président en 1902 et jusqu'à sa mort.
- Société des beaux-arts de la Dordogne dont il a été président jusqu'en 1932.
- Société d'agriculture, sciences et arts de la Dordogne dont il a été vice-président.
- Société des amateurs de photographie, président.
- Bournat du Périgord, mainteneur.
- Cercle de philologie, président.
- Commission de l'enseignement technique.

## Famille
- André Alain Hélie de Fayolle (1817-1886), un des fondateurs et vice-président de la Société historique et archéologique du Périgord[2] marié à Louise d'Auber de Peyrelongue (1824- ) ; deux fils :
  - Gérard de Fayolle, marié en 1879 avec Émilie d'Arlot de Saint-Saud, sœur d'Aymar d'Arlot de Saint-Saud (1853-1951), magistrat et éminent généalogiste du Périgord.
  - Félix de Fayolle (1859-1923), marié à Marguerite Agard de Rouméjoux (1865-1931), fille d'Anatole Agard de Rouméjoux

## Publications
- Le Breuil-Benoist et les collections de M. Le Comte de Reiset, ancien ministre plénipotentiaire, Henri Delesques imprimeur-éditeur, Caen, 1891 lire en ligne
- La tentation de saint Antoine, verre peint en grisaille par Nicolas Le Pot, Henri Delesques imprimeur-éditeur, Caen, 1907 lire en ligne
- Société des Beaux-Arts de la Dordogne. Douzième exposition organisée sous le patronage de la municipalité de Périgueux et du Conseil général de la Dordogne, du Ministère de l'Instruction publique et des Beaux-Arts, 1925, (lire en ligne
- Société des Beaux- Arts de la Dordogne. Quatorzième exposition organisée sous le patronage de la municipalité de Périgueux et du Conseil général de la Dordogne, du Ministère de l'Instruction publique et des Beaux-Arts, 1932, lire en ligne

### Bulletin de la Société historique et archéologique du Périgord
- « Peintures murales de l'hôtel Gamanson », 1884, tome 11, p. 238-247 lire en ligne
- « Rapport sur le Congrès de Poitiers », 1884, tome 11, p. 421-428 lire en ligne
- « Un bronze gaulois trouvé à Tocane », 1887, tome 14, p. 97-98
- « Note sur l'église de Saint-Médard-de-Dronne », 1888, tome 15, p. 55-62
- « Les foires de La Laitière », 1888, tome 14, p. 306-310
- « Lettres de rémission accordées par Chales VIII à Arnaud de Fayolle (1489) », 1890, tome 17, p. 201-211
- « Le Triomphe de la Mort sculpté dans une des grottes de l'abbaye de Brantôme », 1890, tome 17, p. 289-295
- « Troisième excursion  de la Société archéologique (Cadouin, Saint-Avit-Sénieur, Bannes, Beaumont, Monpazier,…) », 1890, tome 17, p. 470-490
- « Aymar d'Abzac, comte de La Douze », 1891, tome 18, p. 97
- « Table de communion carolingienne du Musée de Périgueux », 1893, tome 20, p. 137-142
- « Le couvent des Augustins à Périgueux », 1895, tome 22, p. 140-144
- « Le marquis d'Abzac de La Douze », 1895, tome 22, p. 387-391
- « Neuvième excursion archéologique (Lisle, Brassac, Moirate) », 1896, tome 23, p. 406-414
- « L'église de Lamonzie-Montastruc », 1897, tome 24, p. 51-54 lire en ligne
- « M. Léon Du Cheyron du Pavillon », 1897, tome 24, p. 123-124 lire en ligne
- « Le baron de Verneilh-Puyrazeau », 1899, tome 26, p. 387-398 lire en ligne
- « Le château de La Martinie », en Périgord, 1900, tome 27, p. 62-70 lire en ligne
- « État des remparts, murs et fossés de la ville de Périgueux, 1784 », 1901, tome 28, p. 490-493 et un plan lire en ligne
- « Discours prononcé aux obsèques de M. Anatole de Rouméjoux », 1902, tome 29, p. 511-514 lire en ligne
- « Les tombeaux de la Ribeyrie, près de Bergerac », 1903, tome 30, p. 266-275 lire en ligne
- « Excursion de la Société en 1904 : Nontron, Le Bourdeix, Bussière-Badil, Puycharnaud, Badeix, Lambertye, Montbrun, Châlus et la dernière campagne de Richard Cœur de Lion », 1904, tome 31, p. 411-432 lire en ligne
- « Étude critique sur le Vénérable Alain de Solminihac, son origine et sa famille », 1905, tome 32, p. 133-186 lire en ligne
- « Le comte Henry de Gourcy », 1906, tome 33, p. 342-343 lire en ligne
- « Marmite en bronze décorée de signes énigmatiques XVIe siècle - Cloche en fonte du Musée du Périgord », 1907, tome 43, p. 115-121, 195-200 lire en ligne
- « Ancienne église romane de Cadiot », 1907, tome 34, p. 343-346 lire en ligne
- Avec J.-J. Escande, « Les baignoires romaines de Carsac », 1908, tome 35, p. 410-416 lire en ligne
- « Le Fayolle de Rabelais », 1909, tome 36, p. 40-44 lire en ligne
- « Nouveau pot à châtaignes en bronze décoré d'ornements en relief - Le cadran solaire du château de La Reille  », 1909, tome 36, p. 310-317 lire en ligne
- « Charles de Loménie », 1910, tome 37, p. 178-180 lire en ligne
- « Maison à pans de bois (XVe et XVIe siècles) à Issigeac », 1910, tome 37, p. 207-209 lire en ligne
- « Rapport sur le cimetière barbare Fongrenon », 1910, tome 37, p. 438-444 lire en ligne
- « Observations sur les mottes féodales du Périgord : la motte de Martillac », 1911, tome 38, p. 104-125 lire en ligne
- « Discours prononcé à l'inauguration de statue de Gabriel Tarde, le 12 septembre 1909 », 1911, tome 38, p. 532-534
- « Note sur un fragment de mosaïque antique », 1914, tome 41, p. 438-441 lire en ligne
- « Les boiseries de la chartreuse de Vauclaire », 1915, tome 42, p. 163-177, 248-260, 392-393 lire en ligne
- « Église de la Chapelle-Saint-Robert », 1915, tome 42, p. 382-386 lire en ligne
- « Remarques sur le Voyage de Lagrange-Chancel », 1917, tome 44, p. 82-86 lire en ligne
- avec Albert Dujarric-Descombes, « Quittance par Alain de Solminihac à l'économe de l'évêché de Cahors (1637) », 1918, tome 45, p. 109-111 lire en ligne
- « Le marquis du Lau d'Allemans », 1919, tome 46, p. 102-104 lire en ligne
- « Le comte Charles de la Bonninière de Beaumont », 1919, tome 46, p. 249-252 lire en ligne
- « Le colonel marquis de Malet », 1922, tome 49, p. 68-71 lire en ligne
- « Le marquis de Cumond », 1924, tome 51, p. 175-178 lire en ligne
- « Discours prononcé aux obsèques de Ferdinand Villepelet (1839-1923), archiviste départemental », 1923, tome 50, p. 228-230 lire en ligne
- « Histoire monumentale du Périgord », 1924, tome 51, p. 259-267 lire en ligne
- « M. Louis Didon », 1928, tome 55, p. 50-52 lire en ligne
- « L'église Saint-Étienne-de-la-Cité, ancienne cathédrale de Périgueux », 1929, tome 56, p. 115-150 lire en ligne

## Distinctions
- Commandeur de l'ordre d'Isabelle la Catholique, en 1894.
- Chevalier de la Légion d'honneur par décret du 7 août 1923[3],[4].